# Blahotice (Těšín)
Blahotice (polsky Błogocice, německy Blogotitz) jsou čtvrť Těšína rozkládající se v jižní části města na soutoku Puncovky a Olše.
První zmínka o Blahoticích pochází z roku 1447. Jednalo se původně o pravobřežní část Svibice (roku 1910 obývanou 327 obyvateli ve 27 domech), která byla odtržena od zbytku obce v důsledku rozdělení Těšínska v roce 1920. Roku 1923 byly Blahotice připojeny k polskému Těšínu. V současnosti existuje sídelní jednotka Błogocice, která kromě původních Blahotic zahrnuje i jižní část Bobrků (sídlište Mały Jaworowy).
Nejvýznamnější památkou Blahotic je zámek, původně statek těšínských Piastovců přestavěný na renesanční zámek rodinou Mitmayerů v 16. století a do současné podoby Stonavskými v roce 1909. Na území Blahotic se nacházejí dvě přírodní rezervace: Městský lesík nad Olší (Lasek Miejski nad Olzą) a Městský lesík nad Puncovkou (Lasek Miejski nad Puńcówką) vyhlášené v roce 1961 pro ochranu stanovišť hvězdnatce zubatého („těšíňanky“) a původní dubohabřiny; a také novější (2002) chráněné území Městský lesík v Blahoticích (Lasek Miejski w Błogocicach) na svahu nad Olší, které se napojuje na rezervaci Velké doly. Další blahotickou atrakcí je sportovně-rekreační areál Park pod Wałką mezi Olší a prodloužením Mlýnského náhonu (Młynówka). 
Přes Blahotice vede silnice z Těšína do Puncova.